# Gaillac
Gaillac – miejscowość i gmina we Francji, w regionie Oksytania, w departamencie Tarn. W 2013 roku jej populacja wynosiła 14 626 mieszkańców. Przez gminę przepływa rzeka Tarn. Miasto dało swoją nazwę apelacji winiarskiej Gaillac, obejmującej 73 okoliczne gminy. 